# پیپرین
پیپرین (به انگلیسی: Piperine) یک ترکیب شیمیایی با شناسه پاب‌کم ۶۳۸۰۲۴ است. پیپرین عامل طعم و بوی فلفل سیاه است.